# Пирохта, Филип
Филип Пирохта (чеш. Filip Pyrochta; 24 июня 1996, Тршебич, Чехия) — чешский хоккеист, защитник. Серебряный призёр чемпионата мира среди юниоров 2014 года. Играет в команде Финской лиги «СайПа».

## Карьера
Филип Пирохта начал играть с хоккею в 2009 году, в юниорской команде родного города Тршебич. В 2010 году он переехал в Либерец. В 18 лет отправился в Канаду, играл 2 года в Главной юниорской лиге Квебека. Вернувшись в Чехию, стал играть за «Били Тигржи» из Либереца. Через 2 года снова отправился за океан, подписав контракт с «Нэшвиллом». Но ему не удалось пробиться в НХЛ. В 2019 году вернулся в Чехию, играл в Экстралиге за «Комету» из Брно и «Витковице».
Летом 2021 года перешёл в финский клуб «СайПа».
В сезоне 2017/18 дебютировал в сборной Чехии.

## Достижения
Серебряный призёр чемпионата мира среди юниоров 2014
 Серебряный призёр чемпионата Чехии 2017

## Статистика
Обновлено на конец сезона 2020/2021
- Чешская экстралига — 209 игр, 56 очков (10+46)
- Чешская первая лига — 83 игры, 26 очков (9+17)
- Сборная Чехии — 17 игр, 2 очка (0+2)
- Лига чемпионов — 16 игр, 4 очка (1+3)
- Юниорская лига Квебека — 139 игр, 62 очка (13+49)
- АХЛ — 30 игр, 4 очка (0+4)
- Лига Восточного побережья — 21 игра, 9 очков (2+7)
- Всего за карьеру — 515 игр, 163 очка (35+128)